# Porcellio perplexus
Porcellio perplexus är en kräftdjursart som beskrevs av Albert Vandel1954. Porcellio perplexus ingår i släktet Porcellio och familjen Porcellionidae. Inga underarter finns listade i Catalogue of Life.